# Furius Anthianus
Furius Anthianus (verkürzt gegebenenfalls: Furius Anthus) war ein spätklassischer römischer Jurist der späteren Kaiserzeit, der in der Zeit von Caracalla bis Severus Alexander tätig gewesen sein muss. Gefolgert wird die Annahme daraus, dass das den Digesten vorangestellte Werkverzeichnis, der Index Florentinus, seine Schaffensdaten zwischen die des Licinius Rufinus und des Rutilius Maximus setzt. 
Lediglich wenige Fragmente sind es, die unmittelbaren Nachweis darüber führen, dass Furius Anthianus eine mindestens fünfbändige Kommentarliteratur zu den prätorischen Edikten verfasst hatte. Seine Schrift Ad edictum libri (V) behandelte das in der klassischen Zeit häufig aufgegriffene Wesen der Rechtsetzungsbefugnis der Gerichtsmagistraten.